# Ryan Nicholas
Ryan Timothy Nicholas (Spokane, 20 de agosto de 1991), es un jugador de baloncesto estadounidense con pasaporte danés. Con 2 metros y 1 centímetros de estatura, juega en la posición de ala-pívot. Actualmente milita en el Palmer Basket Mallorca de la Liga EBA.

## Trayectoria
Formado académicamente en la Universidad de Portland, formó parte de los Portland Pilots, equipo universitario de la primera división de la NCAA que compite en la West Coast Conference. Allí sumó más de un centenar de partidos entre 2010 y 2014, promediando en ellos 10.4 puntos y 7 rebotes. En su temporada de graduación, 2013/14, registró 12.8 puntos y 8.8 rebotes. 
Tras no ser drafteado en 2014, su primera experiencia fuera del continente americano fue en Alemania, con su fichaje por el Mitteldeutscher BC de la Basketball Bundesliga, donde disputó 19 encuentros antes de poner rumbo a Lituania en el mercado invernal. En el país báltico, se unió a las filas del KK Alytaus Dzukija de la LKL hasta final de temporada. 
En verano de 2015 llegó a un acuerdo con el Palma Air Europa de la Liga LEB Oro para cumplir la que sería su primera toma de contacto con el baloncesto español. Disputa 13 partidos con promedios de 3.8 puntos y 2.8 rebotes.
En la temporada 2016-17, regresó a Alemania para jugar en el Gladiators Trier de la Pro-A (segunda división), en el que disputó 16 partidos, con una media de 10.6 puntos y 6.7 rebotes por partido. Sin embargo, acabaría la temporada cambiando de club al fichar por el Residence Walferdange de la Total League de Luxemburgo. Pese a disputar únicamente cinco encuentros dejaría su impronta, anotando 21.6 puntos de media. 
En la siguiente temporada, su carrera deportiva continuaría en dicho país, tras incorporarse al Black Star Mersch, club de la segunda división. 
La temporada 2019-20 decidió volver a España, donde se une al Innova Chef Zamora de LEB Plata. Allí desempeñaría una gran campaña convirtiéndose en uno de los referentes del equipo gracias a sus 14.8 puntos y 5.3 rebotes de media por partido.
El 26 de febrero de 2021 firma por el UBU Tizona de la Liga LEB Oro, disputando 8 partidos correspondientes a la segunda fase de la competición en los que promedió 9.6 puntos y 5.5 rebotes.
En septiembre de 2021, firma por el Juaristi ISB de la Liga LEB Oro, para cubrir la baja por lesión de Kevin Buckingham.
El 24 de febrero de 2022, firma por el Palencia Baloncesto de la Liga LEB Oro, hasta el final de la temporada.
El 26 de agosto de 2022, firma por el Palmer Basket Mallorca de la Liga EBA.